# Simodont Dental Trainer

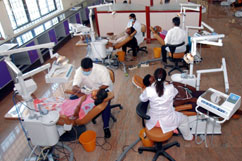
Oefenende studenten tandheelkunde

De Simodont Dental Trainer is een simulator waarmee studenten tandheelkunde kunnen oefenen in het boren in tanden en kiezen. Het apparaat bestaat uit een vrijstaande console met een klein beeldscherm en een boor die voor de gebruiker aanvoelt als een boor zoals die door een tandarts wordt gebruikt. De student kijkt met een stereobril naar de beelden van de mond en het gebit van een patiënt op het scherm. Door de bril ziet de student ook diepte. Bij het virtueel boren voelt de boor door krachtenterugkoppeling aan alsof er in levensecht materiaal wordt geboord. 
De opzet is om de oog-handcoördinatie van de student te trainen. Dit komt overeen met het trainen van piloten door middel van vliegtuigsimulatoren, waar die  krachtenterugkoppeling via een haptische arm ook een grote rol speelt. 
De ontwikkeling is gestart in 2006 en de simulator was uiteindelijk productierijp in 2010. Als spin-off wordt er gewerkt aan de ontwikkeling van een vergelijkbaar apparaat waarmee minder hoog opgeleide medici in ontwikkelingslanden kunnen leren om staaroperaties uit te voeren.  